# Jessica Watson

Szlak jakim Jessica Watson opłynęła świat w ciągu 210 dni (od 18 października 2009 r. do 15 maja 2010 r.

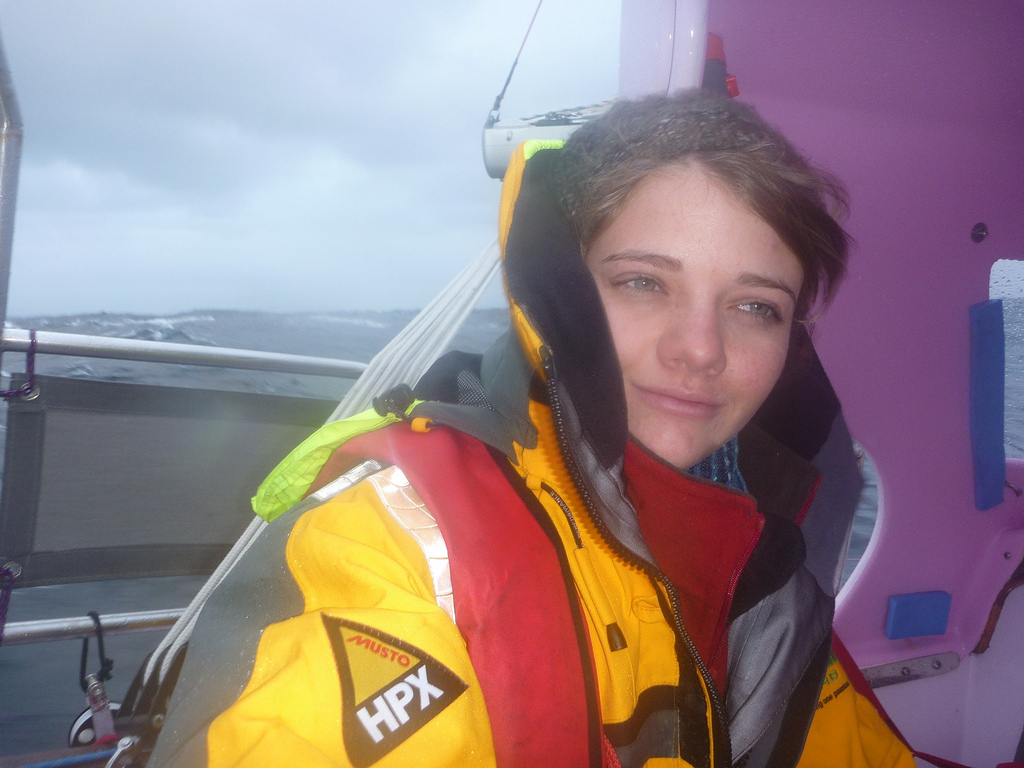
Watson opływa Przylądek Horn, 13 stycznia 2010 roku

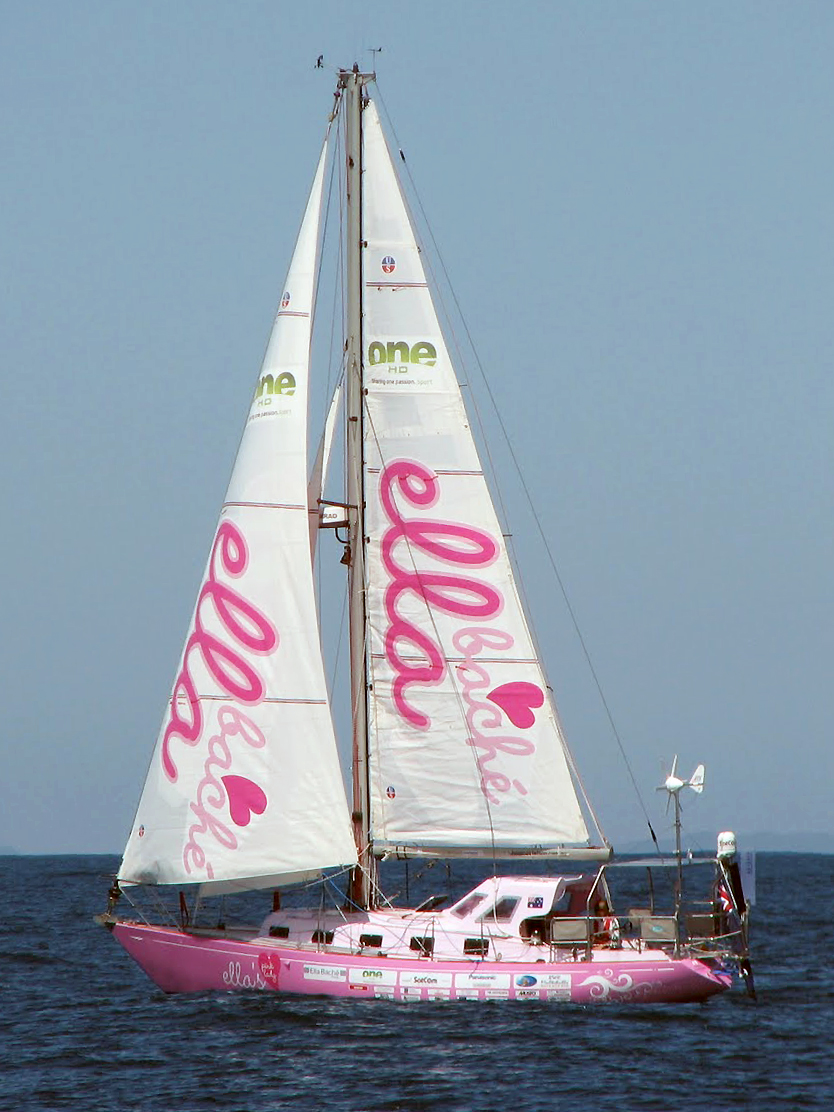
„Ella's Pink Lady” wypływa z Brisbane do Sydney

Jessica Watson (ur. 18 maja 1993 r. w Gold Coast, Queensland) – australijska żeglarka, najmłodsza osoba na świecie, która (na 3 dni przed swoimi 17. urodzinami) samotnie opłynęła świat (bez przystanków w porcie) tradycyjnym szlakiem kliprów (drogą wokół trzech wielkich przylądków w ryczących czterdziestkach).
Watson 15 maja 2010 r. zawinęła do portu w Sydney, po przepłynięciu 38 tys. kilometrów w ciągu 210 dni na 10-metrowym jachcie o nazwie Ella's Pink Lady.
W lutym 2023 na platformie Netfix miała miejsce premiera filmu „Siła ducha” opartego na historii samotnego rejsu Jessiki Watson.  